# Золотая малина (премия, 2025)
45-я церемония объявления лауреатов премии «Золотая малина» за сомнительные заслуги в области кинематографа за 2024 год состоялась 28 февраля 2025 года. Победителей определили по количеству голосов членов «Фонда Золотой малины». Изначально оглашение номинантов должно было состояться 16 января 2025 года, однако в связи с лесными пожарами в Южной Калифорнии было отложено сначала на 18 января, а затем на 22 января. Тем не менее организаторы огласили номинантов на день раньше, 21 января. Лауреаты были объявлены 28 февраля 2025 года, за день до изначальной даты проведения церемонии.

## Список лауреатов и номинантов
| Худший фильм | Худший режиссёр |
| --- | --- |

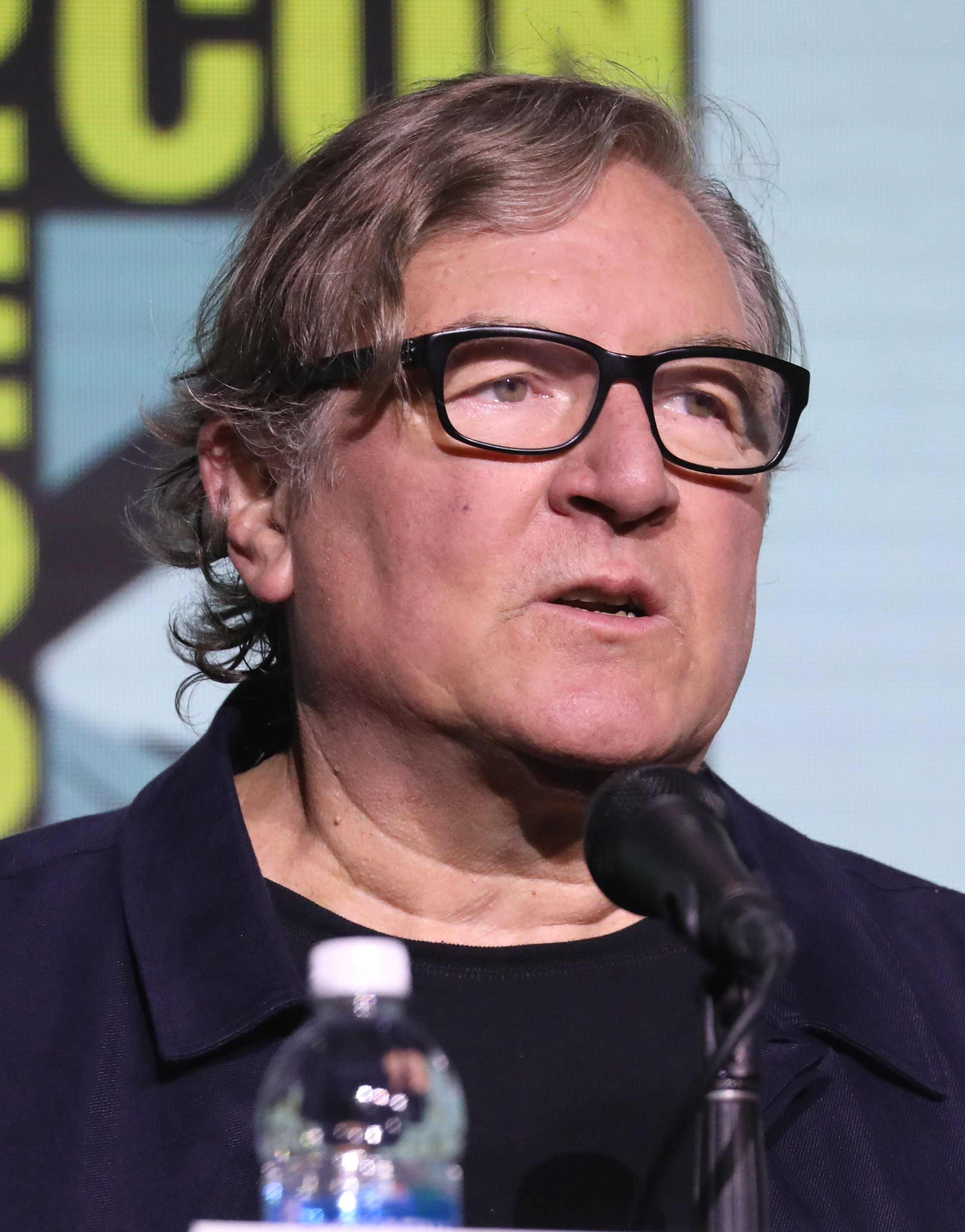
Лоренцо ди Бонавентура, лауреат премии за «худший фильм» (как продюсер)

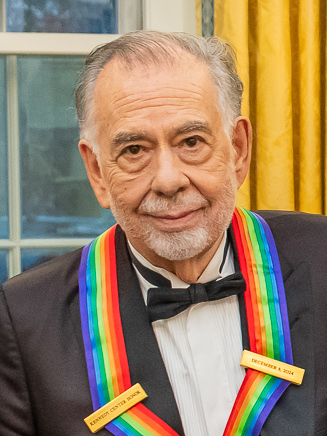
Фрэнсис Форд Коппола, «худший режиссёр»

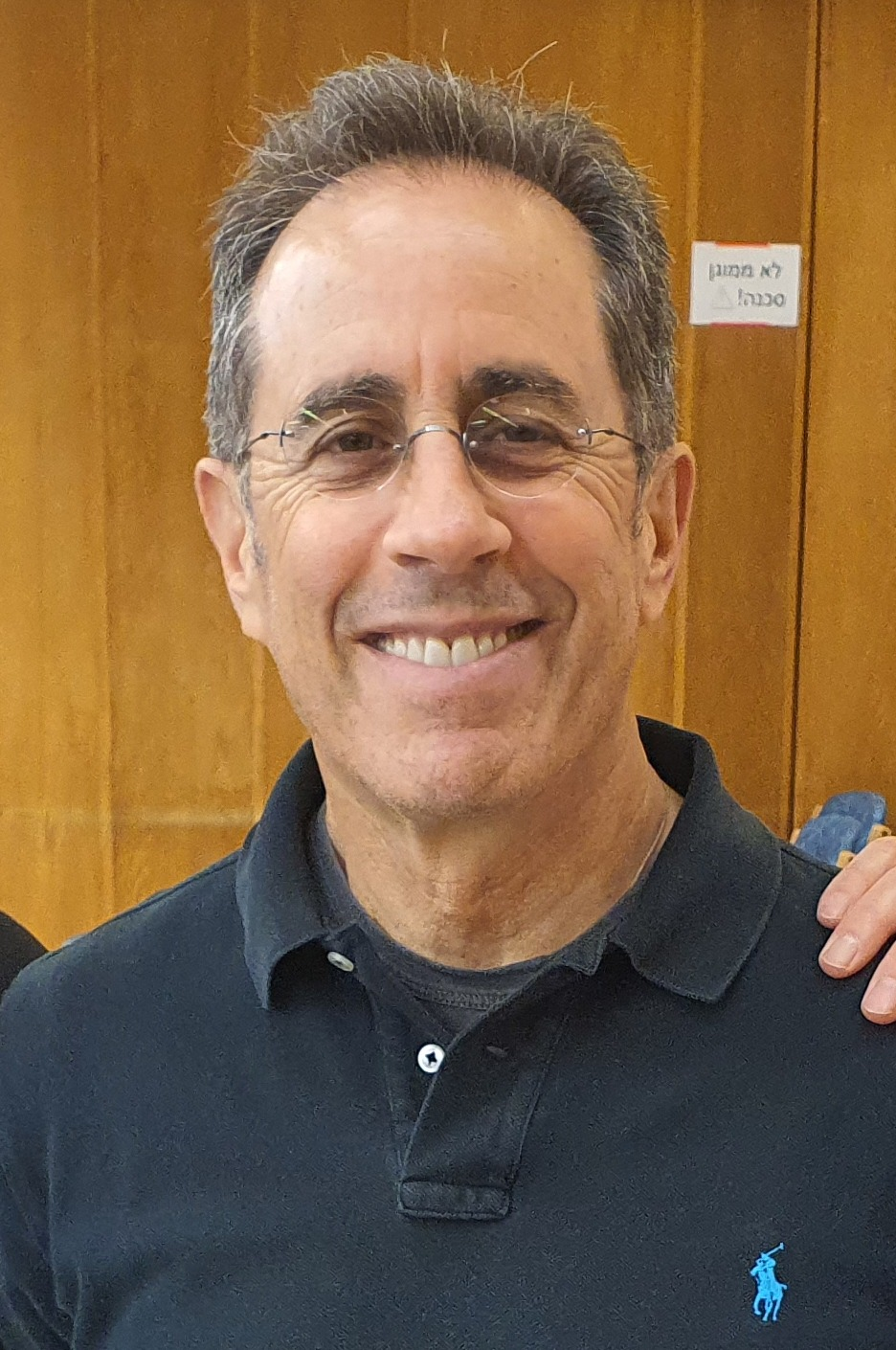
Джерри Сайнфелд, «худший актёр»

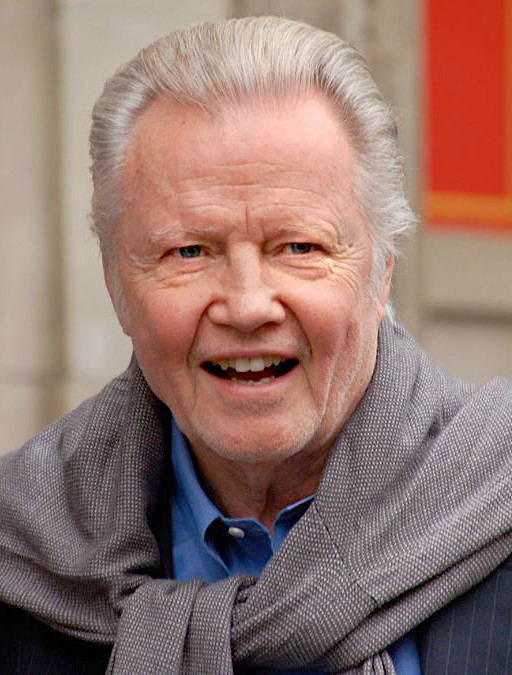
Джон Войт, «худший актёр второго плана»

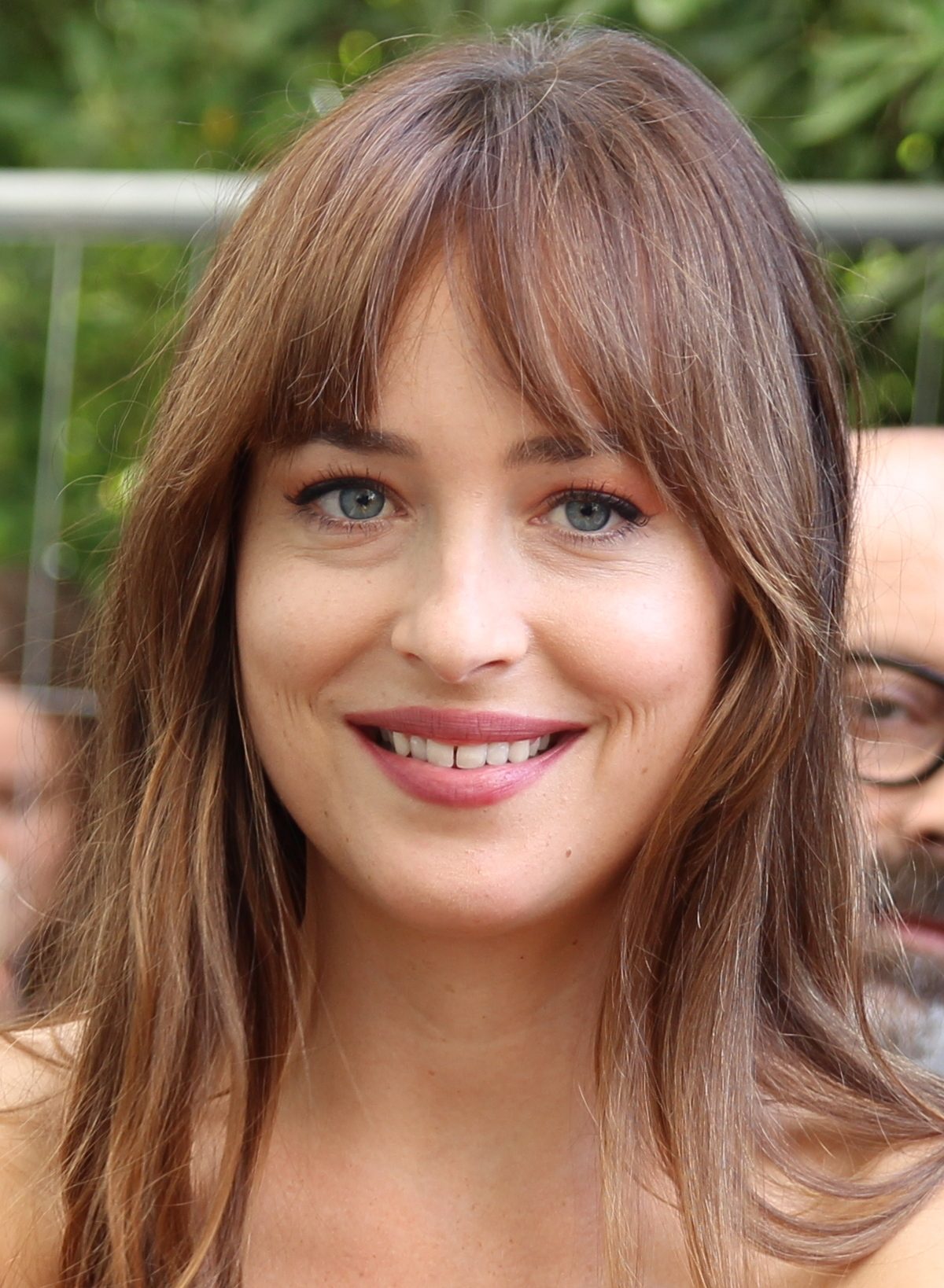
Дакота Джонсон, «худшая актриса»

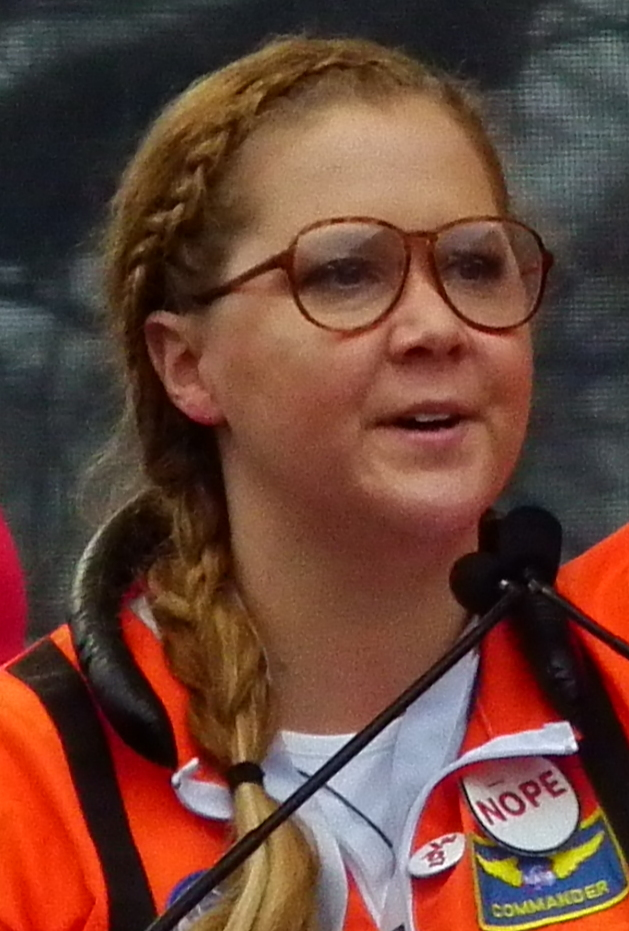
Эми Шумер, «худшая актриса второго плана»

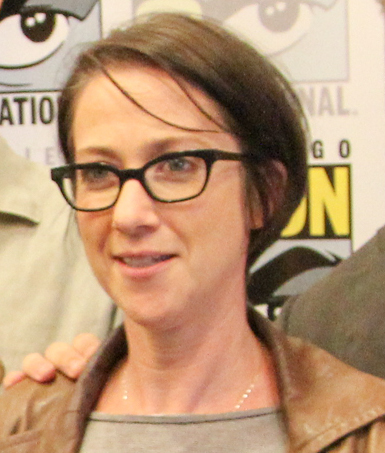
Эс Джей Кларксон, одна из лауреатов за «худший сценарий»

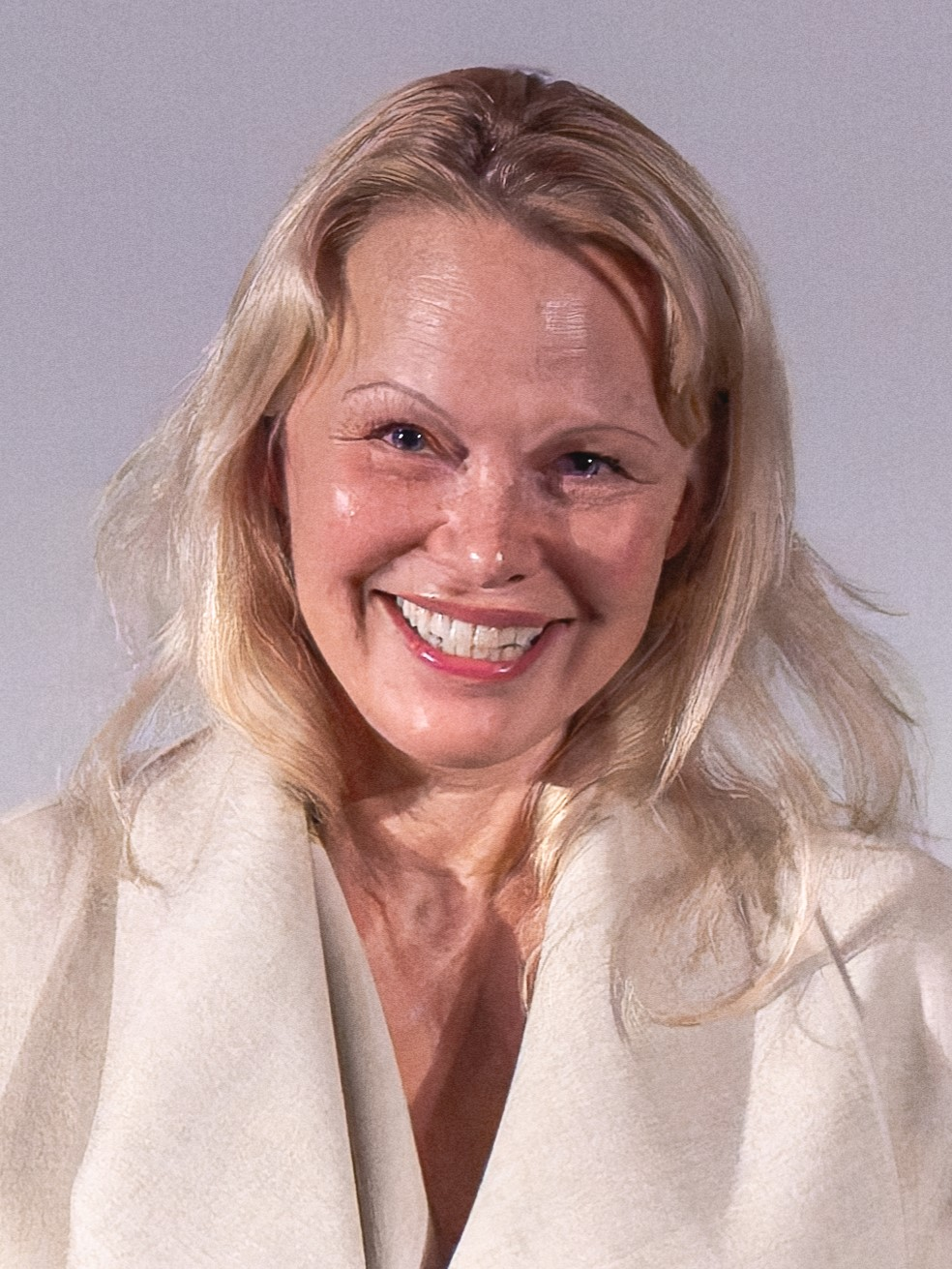
Памела Андерсон, лауреат премии за «восстановление репутации»

| - «Мадам Паутина» (Columbia / Sony Pictures Releasing) — Лоренцо ди Бонавентура - «Бордерлендс» (Lionsgate) — Ари Арад, Ави Арад и Эрик Фейг - «Джокер: Безумие на двоих» (Warner Bros.) — Джозеф Гарнер, Эмма Тиллинджер Коскофф и Тодд Филлипс - «Мегалополис» (Lionsgate) — Майкл Бедерман, Фрэнсис Форд Коппола, Барри Хирш и Фред Рус - «Рейган» (ShowBiz Direct) — Марк Джозеф | - Фрэнсис Форд Коппола — «Мегалополис» - Эс Джей Кларксон — «Мадам Паутина» - Элай Рот — «Бордерлендс» - Джерри Сайнфелд — «Без глазури» - Тодд Филлипс — «Джокер: Безумие на двоих» |
| Худший актёр | Худшая актриса |
| - Джерри Сайнфелд — «Без глазури» (за роль Боба Кабаны) - Джек Блэк — «Дорогой Санта» (за роль Сатаны / «Санта-Клауса») - Деннис Куэйд — «Рейган» (за роль Рональда Рейгана) - Закари Ливай — «Гарольд и волшебный мелок» (за роль Гарольда) - Хоакин Феникс — «Джокер: Безумие на двоих» (за роль Артура Флека / Джокера) | - Дакота Джонсон — «Мадам Паутина» (за роль Кассандры Уэбб) - Кейт Бланшетт — «Бордерлендс» (за роль Лилит) - Леди Гага — «Джокер: Безумие на двоих» (за роль Харли «Ли» Квинзель) - Дженнифер Лопес — «Атлас» (за роль Атлас Шепард) - Брайс Даллас Ховард — «Аргайл: Супершпион» (за роль Элли Конуэй)               |
| Худший актёр второго плана | Худшая актриса второго плана |
| - Джон Войт — «Мегалополис», «Рейган», «Страна теней» и «Незнакомцы» (за роли Гамильтона Красса III, Виктора Петровича, Роберта Уэйнрайта и Ричарда соответственно) - Джек Блэк (озвучка) — «Бордерлендс» (за роль Железяки) - Шайа Лабаф (в женской одежде) — «Мегалополис» (за роль Клавдия Палчера) - Тахар Рахим — «Мадам Паутина» (за роль Иезекиля Симса) - Кевин Харт — «Бордерлендс» (за роль Роланда Грейвса) | - Эми Шумер — «Без глазури» (за роль Марджори Пост) - Лесли-Энн Даун — «Рейган» (за роль Маргарет Тэтчер) - Ариана Дебос — «Аргайл: Супершпион» и «Крейвен-охотник» (за роли Киры и Калипсо Эзили соответственно) - Эмма Робертс — «Мадам Паутина» (за роль Мэри Паркер) - FKA twigs — «Ворон» (за роль Шелли Уэбстер) |
| Худший актёрский дуэт | Худший ремейк, плагиат или сиквел |
| - Хоакин Феникс и Леди Гага — «Джокер: Безумие на двоих» - Весь актёрский состав фильма «Мегалополис» - Любые два мерзких персонажа (но особенно Джек Блэк) — «Бордерлендс» - Любые два несмешных «комедийных актёра» — «Без глазури» - Деннис Куэйд и Пенелопа Энн Миллер (в ролях «Ронни и Нэнси») — «Рейган» | - «Джокер: Безумие на двоих» (Warner Bros.) - «Ворон» (Lionsgate) - «Крейвен-охотник» (Columbia / Sony Pictures Releasing) - «Муфаса: Король Лев» (Disney) - «Мятежная Луна. Часть вторая: Оставляющая шрамы» (Netflix)                                                                                                |
| Худший сценарий | Восстановление репутации |
| - «Мадам Паутина» — Мэтт Сазама, Бёрк Шарплесс, Клэр Паркер и Эс Джей Кларксон (сценарий); Керен Санга, Мэтт Сазама и Бёрк Шарплесс (сюжет); на основе персонажей Marvel Comics - «Джокер: Безумие на двоих» — Скотт Сильвер и Тодд Филлипс; на основе персонажей DC Comics - «Крейвен-охотник» — Арт Маркам, Мэтт Холлоуэй и Ричард Уэнк (сценарий); Ричард Уэнк (сюжет); на основе персонажей Marvel Comics - «Мегалополис» — Фрэнсис Форд Коппола - «Рейган» — Ховард Клауснер; на основе книги Пола Кенгора «Крестоносец: Рональд Рейган и падение коммунизма» | - Памела Андерсон — «Шоугёрл» - Деми Мур — «Субстанция» - Меган Фокс — «Меган: К вашим услугам» |

## Фильмы с несколькими номинациями / победами
| Кол-во номинаций | Кол-во побед | Фильм                      |
| ---------------- | ------------ | -------------------------- |
| 7                | 2            | «Джокер: Безумие на двоих» |
| 6                | 0            | «Бордерлендс»              |
| 6                | 3            | «Мадам Паутина»            |
| 6                | 2            | «Мегалополис»              |
| 6                | 1            | «Рейган»                   |
| 4                | 2            | «Без глазури»              |
| 3                | 0            | «Крейвен-охотник»          |
| 2                | 0            | «Аргайл: Супершпион»       |
| 2                | 0            | «Ворон»                    |

## Основные моменты церемонии
В этом году среди номинантов на премию были в основном экранизации комиксов («Ворон», «Мадам Паутина», «Джокер: Безумие на двоих» и «Крейвен-охотник»), у которых в общей сложности одиннадцать номинаций. В актёрских категориях за награду «боролись» такие лауреаты премии «Оскар», как Кейт Бланшетт, Ариана Дебос, Леди Гага, Хоакин Феникс и Джон Войт; при этом у последнего рекордное за всю историю «Золотой малины» число номинаций — четыре за один год.
Актёр Закари Ливай, узнав о том, что его номинировали в категории «Худший актёр» за роль в фильме «Гарольд и волшебный мелок», воспринял эту новость с иронией, назвав факт номинации «искренним комплиментом».